# زبان یاتوینگی
زبان یاتوینگی یا زبان سودووی از زبان‌های مرده بالتیکی است که در حوالی لیتوانی امروزی تکلم میشده و در قرن هفدهم از میان رفته است.